# سیارک ۱۱۷۰۳
سیارک ۱۱۷۰۳ (به انگلیسی: 11703 Glassman، نامگذاری:1998FL121) یازده هزار و هفتصد و سومین سیارک کشف شده‌است که در ۲۰ مارس ۱۹۹۸ کشف شد.
قدر مطلق سیارک برابر ۱۵٫۵ است.